# Verrières-de-Joux
Pour les articles homonymes, voir Verrières.
Verrières-de-Joux est une commune française située dans le département du Doubs, la région culturelle et historique de Franche-Comté et la région administrative Bourgogne-Franche-Comté.

## Géographie
Verrières de Joux est une commune frontalière de la Suisse sur l'axe routier et ferroviaire qui relie Pontarlier à Neuchâtel par le Val-de-Travers.
Les habitants des Verrières-de-Joux sont appelés Varisiens alors que les habitants des Verrières (partie du village située en Suisse et administrée par un conseil communal) sont appelés Verrisans.
Les Verrières célèbrent deux fêtes nationales : le 14-Juillet (fête nationale française) et le 1er août (fête nationale suisse).

### Hameaux et lieux-dits
Vers 1900, existaient encore environ 15 fermes et granges en dehors du village, parmi lesquelles :
- les Granges d'Agneau
- les Granges Michel
- les Granges de Sur-le-Mont
- les Granges Mathey, Corne, Griffon
- le hameau des Prises ou Despierre
- la Grange Boutheau
- la Grange de Largillat
- les maisons des Boîtes et du Péage.

Un titre de 1679 mentionne une Grange Lambelet, dont il ne reste rien.

### Communes limitrophes
| Pontarlier         | Pontarlier        |                                |
| La Cluse-et-Mijoux | Verrières-de-Joux | Les Verrières ( Suisse), NE)   |
| La Cluse et Mijoux | Les Fourgs        | La Côte-aux-Fées ( Suisse)(NE) |

### Climat
Pour des articles plus généraux, voir Climat de la Bourgogne-Franche-Comté et Climat du Doubs.
En 2010, le climat de la commune est de type climat de montagne, selon une étude du Centre national de la recherche scientifique s'appuyant sur une série de données couvrant la période 1971-2000. En 2020, Météo-France publie une typologie des climats de la France métropolitaine dans laquelle la commune est exposée à un climat de montagne ou de marges de montagne et est dans la région climatique  Jura, caractérisée par une forte pluviométrie en toutes saisons (1 000 à 1 500 mm/an), des hivers rigoureux et un ensoleillement médiocre. 
Pour la période 1971-2000, la température annuelle moyenne est de 7,1 °C, avec une amplitude thermique annuelle de 16,5 °C. Le cumul annuel moyen de précipitations est de 1 597 mm, avec 11,9 jours de précipitations en janvier et 11,6 jours en juillet. Pour la période 1991-2020, la température moyenne annuelle observée sur la station météorologique de Météo-France la plus proche, « Pontarlier », sur la commune de Pontarlier à 7 km à vol d'oiseau, est de 8,8 °C et le cumul annuel moyen de précipitations est de 1 463,6 mm. 
La température maximale relevée sur cette station est de 38 °C, atteinte le 25 juillet 2019 ; la température minimale est de −32 °C, atteinte le 12 janvier 1987,,. 
Les paramètres climatiques de la commune ont été estimés pour le milieu du siècle (2041-2070) selon différents scénarios d'émission de gaz à effet de serre à partir des nouvelles projections climatiques de référence DRIAS-2020. Ils sont consultables sur un site dédié publié par Météo-France en novembre 2022.

## Urbanisme

### Typologie
Au 1er janvier 2024, Verrières-de-Joux est catégorisée commune rurale à habitat dispersé, selon la nouvelle grille communale de densité à 7 niveaux définie par l'Insee en 2022.
Elle est située hors unité urbaine et hors attraction des villes,.

### Occupation des sols
L'occupation des sols de la commune, telle qu'elle ressort de la base de données européenne d’occupation biophysique des sols Corine Land Cover (CLC), est marquée par l'importance des territoires agricoles (62,5 % en 2018), en augmentation par rapport à 1990 (61,5 %). La répartition détaillée en 2018 est la suivante : 
prairies (55,1 %), forêts (34,9 %), zones agricoles hétérogènes (7,1 %), zones urbanisées (2,6 %), terres arables (0,3 %). L'évolution de l’occupation des sols de la commune et de ses infrastructures peut être observée sur les différentes représentations cartographiques du territoire : la carte de Cassini (XVIIIe siècle), la carte d'état-major (1820-1866) et les cartes ou photos aériennes de l'IGN pour la période actuelle (1950 à aujourd'hui).

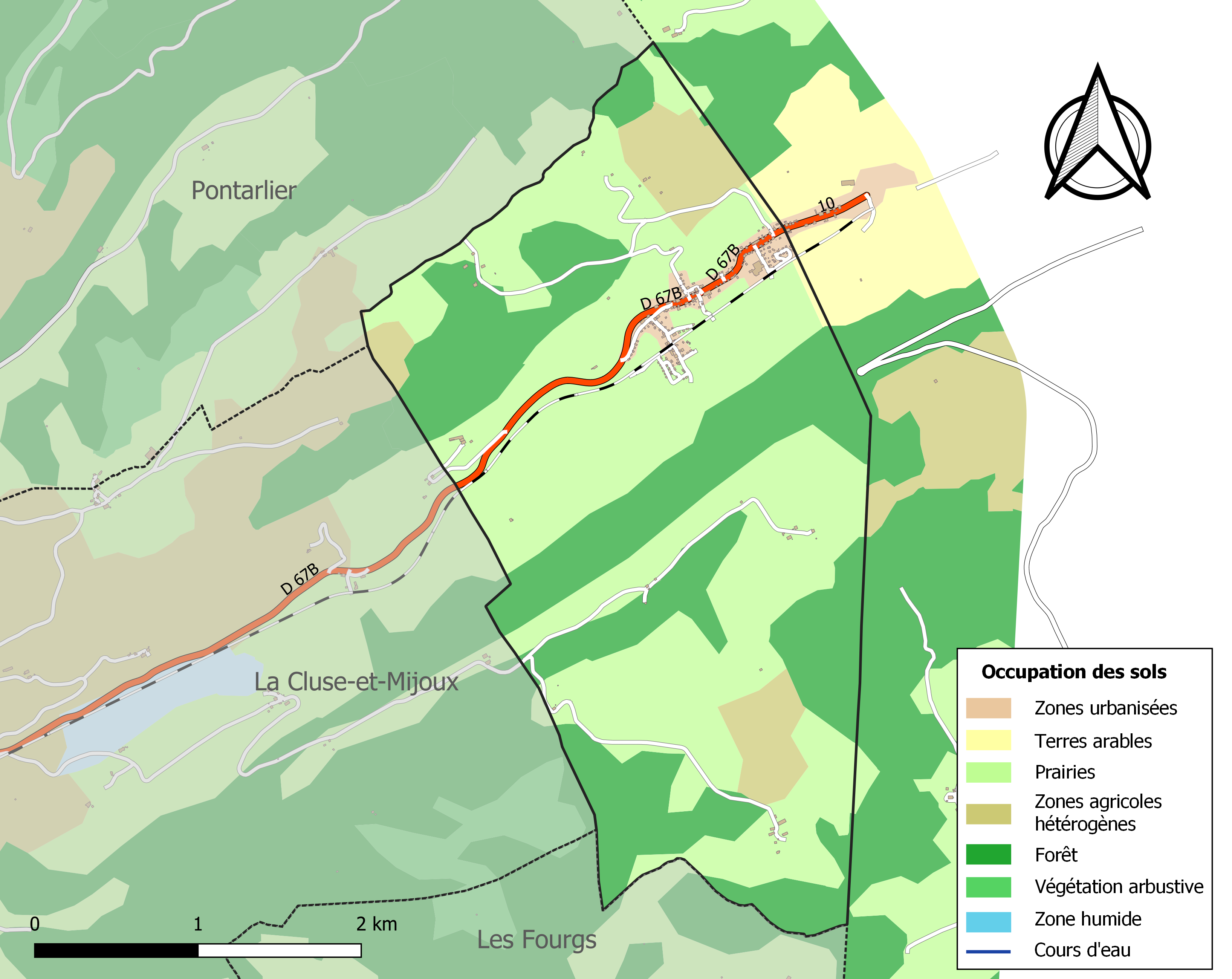
Carte des infrastructures et de l'occupation des sols de la commune en 2018 (CLC).

## Politique et administration
Verrières-de-Joux fait partie de la Communauté de communes du Grand Pontarlier.
| Période                                  | Période  | Identité                | Étiquette | Qualité  |
| ---------------------------------------- | -------- | ----------------------- | --------- | -------- |
| (maire en 1857)                          |          | François Xavier Griffon |           |          |
| (maire en 1981)                          |          | Maurice Bonnet          |           |          |
| mars 2001                                | 2008     | Serge Vallet            |           |          |
| mars 2008                                | mai 2020 | Jean-François Jodon     | DVG       | Retraité |
| mai 2020                                 | En cours | Jean-Luc Faivre         |           |          |
| Les données manquantes sont à compléter. |          |                         |           |          |

## Démographie
L'évolution du nombre d'habitants est connue à travers les recensements de la population effectués dans la commune depuis 1793. Pour les communes de moins de 10 000 habitants, une enquête de recensement portant sur toute la population est réalisée tous les cinq ans, les populations de référence des années intermédiaires étant quant à elles estimées par interpolation ou extrapolation. Pour la commune, le premier recensement exhaustif entrant dans le cadre du nouveau dispositif a été réalisé en 2007.

En 2022, la commune comptait 472 habitants, en évolution de +8,51 % par rapport à 2016 (Doubs : +1,88 %, France hors Mayotte : +2,11 %).
| 1793 | 1800 | 1806 | 1821 | 1831 | 1836 | 1841 | 1846 | 1851 |
| ---- | ---- | ---- | ---- | ---- | ---- | ---- | ---- | ---- |
| 535  | 605  | 644  | 617  | 645  | 676  | 652  | 743  | 803  |

| 1856 | 1861 | 1866 | 1872 | 1876 | 1881 | 1886 | 1891 | 1896 |
| ---- | ---- | ---- | ---- | ---- | ---- | ---- | ---- | ---- |
| 941  | 922  | 772  | 751  | 766  | 707  | 677  | 703  | 698  |

| 1901 | 1906 | 1911 | 1921 | 1926 | 1931 | 1936 | 1946 | 1954 |
| ---- | ---- | ---- | ---- | ---- | ---- | ---- | ---- | ---- |
| 632  | 618  | 594  | 467  | 519  | 466  | 446  | 431  | 443  |

| 1962 | 1968 | 1975 | 1982 | 1990 | 1999 | 2006 | 2007 | 2012 |
| ---- | ---- | ---- | ---- | ---- | ---- | ---- | ---- | ---- |
| 440  | 417  | 389  | 375  | 396  | 355  | 420  | 429  | 414  |

| 2017 | 2022 | - | - | - | - | - | - | - |
| ---- | ---- | - | - | - | - | - | - | - |
| 450  | 472  | - | - | - | - | - | - | - |

La population de l'agglomération des Verrières, comme celle de beaucoup de villages, décroît sensiblement. De 922 habitants en 1861, elle a baissé, jusqu'en 1999, à 355. Au phénomène bien connu de l'exode rural, s'ajoute plus récemment le départ des jeunes vers les villes, et le dépeuplement ou l'abandon de toutes les « granges » et tous les hameaux entourant les Verrières. Toutefois, le renchérissement des terrains dans les faubourgs de Pontarlier, les difficultés de circulation à La Cluse-et-Mijoux (RN 57) et la proximité de la Suisse et Neuchatel, en particulier, sont, vraisemblablement, les raisons de la remontée démographique, depuis lors.

## Histoire
Le nom de Verrières est mentionné pour la première fois en 1153 dans un document, lors de la délimitation du comté de Bourgogne et de l'Empire par Frédéric Barberousse.
En 1789, lors de la Révolution, dans leur cahier des doléances, les habitants des Verrières souhaitent :
- être traités moins défavorablement dans la répartition générale des impôts,
- la suppression :
  - des droits d'ensaisinement qui grevaient lourdement la propriété foncière (droits de succession),
  - des droits curiaux payés aux curés de Pontarlier et de toute contribution pour l'entretien des églises ou des presbytères de cette ville.
  - de deux sous par livre en faveur du souverain exigés en plus de tous les frais de justice pour tous les habitants de la seigneurie de Joux.

25 décembre 1814 : les occupants autrichiens obligent les habitants des Verrières à monter leurs canons sur le Larmont pour attaquer le fort de Joux. Le siège commence le 27 décembre et, le 17 janvier 1815, la garnison capitule faute de vivres.
L'histoire des Verrières-de-Joux a été marquée par la reddition de l'armée de Bourbaki en 1870. L'armée de l'Est, acculée à la frontière, passe en Suisse, dans le cadre de la convention des Verrières. À Lucerne, il est possible de voir un panorama restituant le passage de cette armée défaite en Suisse.
Le nom du village a peut-être inspiré l'écrivain Stendhal qui a nommé ainsi la ville où se joue une grande partie de son roman, Le Rouge et le Noir. Pourtant les deux ne doivent pas être confondus: le Verrières de Stendhal est une petite ville industrielle, beaucoup plus grande que Verrières-de-Joux ne l'a jamais été, et il est situé sur les bords du Doubs.

## Lieux et monuments
- Église Saint-Sébastien, datant du XVIIIe siècle, avec un clocher comtois caractéristique.

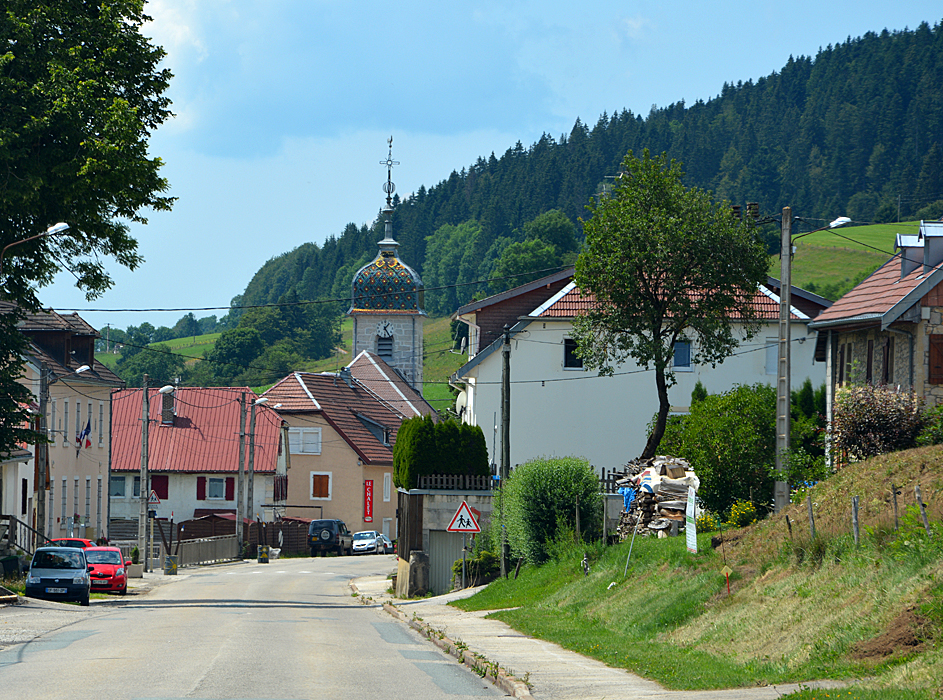
Vue du village.
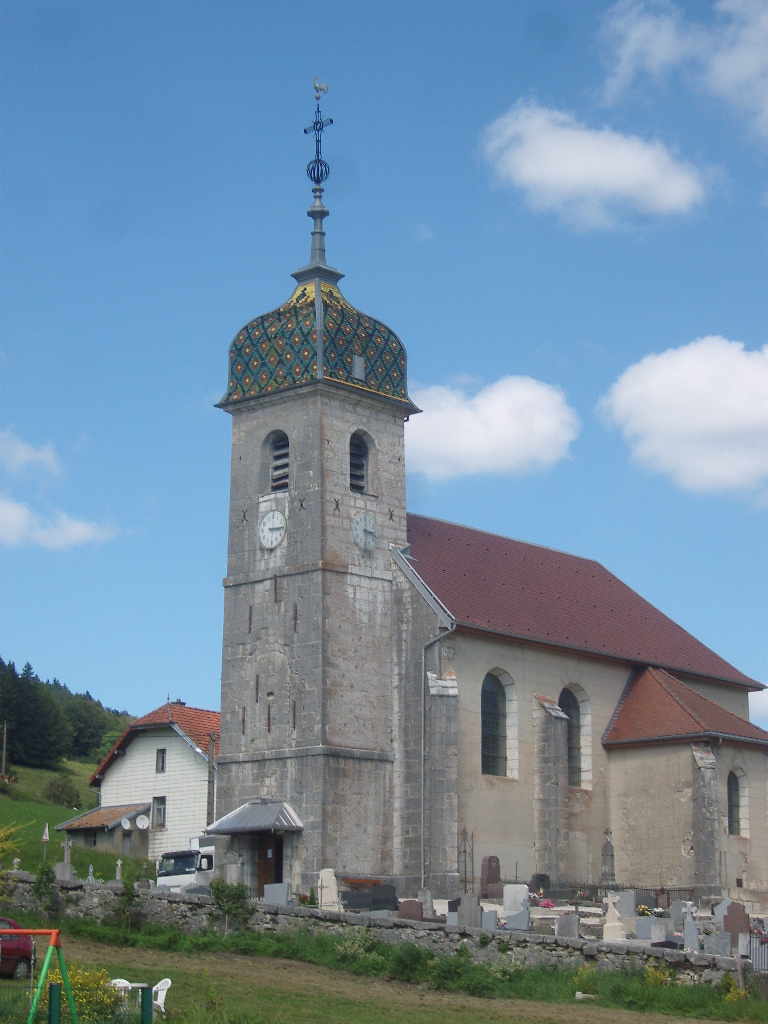
Église Saint-Sébastien.
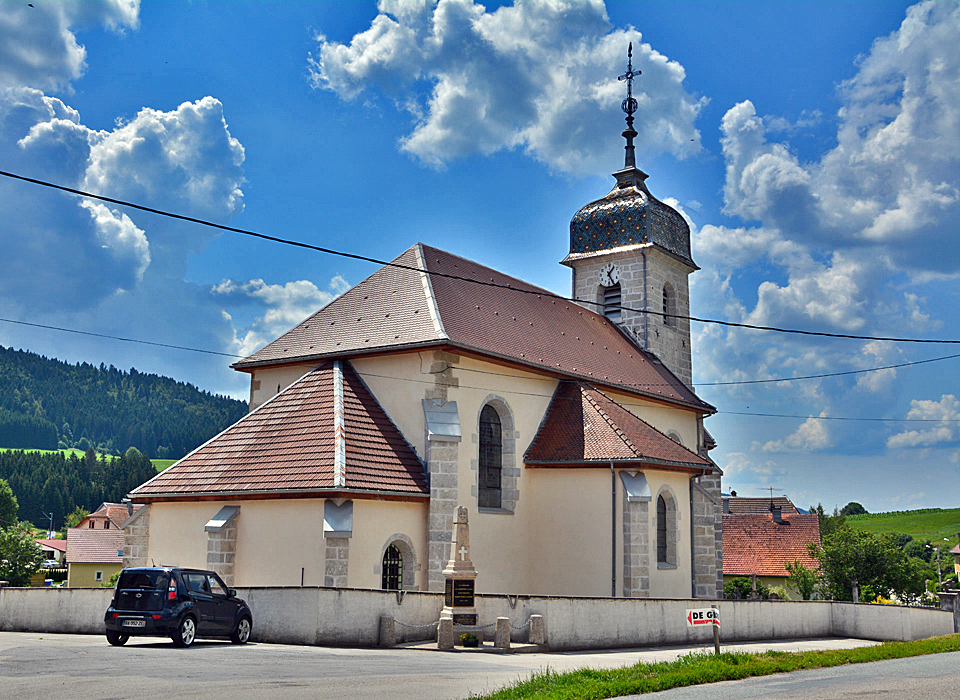
Église Saint-Sébastien.
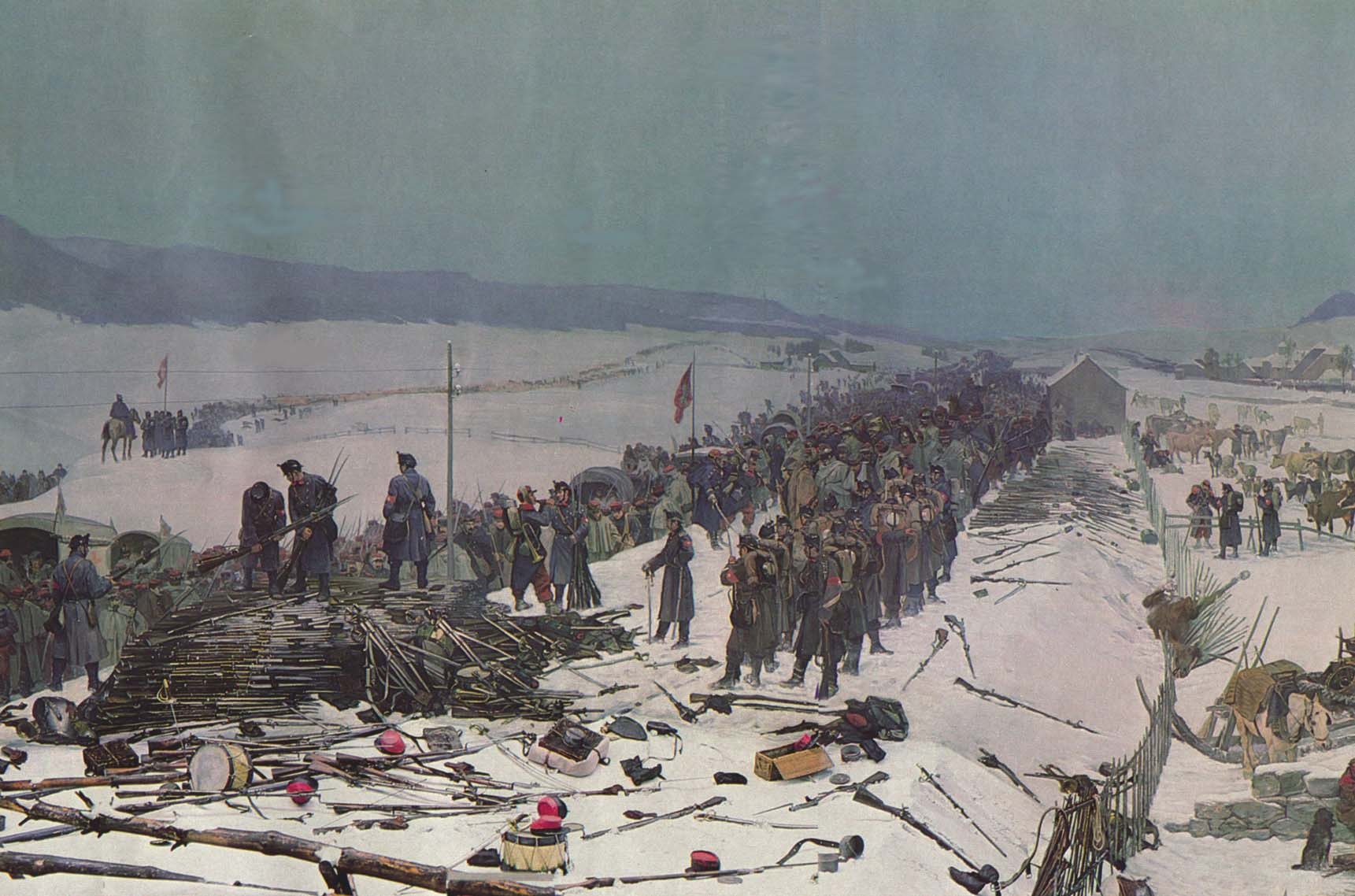
Panorama Bourbaki à Lucerne.

## Personnalités liées à la commune
Marius Vallet né le 25 août 1914 fusillé après condamnation à mort le 28 avril 1941 à la citadelle de Besançon.Marius Vallet est le premier des 100 fusillés de la citadelle.Un groupe de résistants de Chouzelot portent le nom groupe Marius Vallet.

## Sources partielles
- Petit texte de Camille Chabod, écrit en 1983.